# CBF-FM-8
CBF-FM-8 est une station de radio canadienne francophone située à Trois-Rivières, dans la province de Québec. Elle est détenue et opérée par la Société Radio-Canada et affiliée à son réseau généraliste ICI Radio-Canada Première.

## Histoire
CBF-FM-8 ouvre en 1977 en tant que réémetteur de CBF-FM Montréal. Auparavant, la programmation de Radio-Canada était diffusée sur la station affiliée privée CHLN.
En 2000, une licence distincte est accordée à la Société Radio-Canada afin que de la programmation régionale soit produite à Trois-Rivières.
CBF-FM-8 émettait à l'origine à la fréquence 100.1 FM, et a déménagé au 88.1 FM en 1985, puis a déménagé à sa fréquence actuelle, le 96.5 FM à la fin de 2003.

## Programmation régionale
- Facteur matinal - Lundi au vendredi de 6h00 à 9h00
- 360 PM - Lundi au vendredi de 15h30 à 18h00

### Programmation inter-régionale
- Samedi et rien d'autre - Samedi de 7h00 à 11h00 - Émission produite par CBF-FM Montréal et diffusée sur toutes les stations d'ICI Radio-Canada Première de la province de Québec.
- Certains jours lors de la période des fêtes de fin d'année de 6h00 à 9h00 - Émission produite en alternance par CBF-FM-8 et CBF-FM-10 et diffusée sur ces deux stations.
- Certains jours lors de la période des fêtes de fin d'année de 15h30 à 18h00 - Émission produite en alternance par CBF-FM-8 et CBF-FM-10 et diffusée sur ces deux stations.
- Dessine-moi un été - Samedi de 6h30 à 11h00 (période estivale) - Émission produite par CBF-FM Montréal et diffusée sur toutes les stations d'ICI Radio-Canada Première de la province de Québec.

## Émetteurs
| Villes                          | Identifiant | Fréquence                  | Puissance     | Classe | Coordonnées géographiques,   | Décision CRTC |
| ------------------------------- | ----------- | -------------------------- | ------------- | ------ | ---------------------------- | ------------- |
| Trois-Rivières (Station source) | CBF-FM-8    | 96.5 FM                    | 100 000 watts | C1     | 46° 30′ 10″ N, 72° 38′ 13″ O | 2003-202      |
| Clova                           | CBF-16      | 990 AM (moving to 95.1 FM) | 139 watts     | A1     | 48° 06′ 33″ N, 75° 21′ 33″ O | 2023-168      |
| Lac-Édouard                     | CBF-FM-17   | 99.9 FM                    | 141 watts     | A1     | 47° 39′ 51″ N, 72° 16′ 34″ O | 2022-13       |
| Parent                          | CBF-FM-18   | 99.9 FM                    | 50 watts      | LP     | 47° 55′ 28″ N, 74° 36′ 46″ O | 2017-199      |
| La Tuque                        | CBF-FM-19   | 103.7 FM                   | 2 100 watts   | A      | 47° 25′ 25″ N, 72° 45′ 47″ O | 2016-194      |
| Manawan                         | CBFA-FM-1   | 103.5 FM                   | 22 watts      | LP     | 47° 13′ 24″ N, 74° 23′ 44″ O | Radio-Canada  |
| Obedjiwan                       | CBFA-FM-2   | 92.9 FM                    | 83 watts      | LP     | 48° 39′ 21″ N, 74° 56′ 17″ O | Radio-Canada  |
| Wemotaci                        | CBFG-FM-3   | 92.3 FM                    | 50 watts      | LP     | 47° 54′ 16″ N, 73° 46′ 39″ O | Radio-Canada  |

Une autre station radiophonique utilise le sigle CBF-FM, accompagné d'un suffixe, bien qu'elle ne soit pas un réémetteur de CBF-FM. CBF-FM-10 à Sherbrooke qui comme CBF-FM-8 était à la base un réémetteur de CBF, qui dispose de ses propres réémetteurs.
- La demande de conversion au FM de l'émetteur CBF-18 de Parent a été approuvée par le CRTC le 15 juin 2017. Ce dernier devrait être en service avant le 15 juin 2019.